# Штайн, Эрвин
Э́рвин Шта́йн (нем. Erwin Stein; 10 июня 1935, Франкфурт-на-Майне, Гессен-Нассау — 26 июля 2024) — западногерманский футболист, играл на позиции нападающего.

## Биография

### Игровая карьера
Штайн начинал карьеру в клубе «Грисхайм 02», в котором отыграл пять сезонов.
В 1959 году Штайн перешёл во франкфуртский «Айнтрахт», в котором сыграл семь сезонов. В 1960 году в составе «орлов» Штайн играл в финале Кубка европейских чемпионов против мадридского «Реала»; который закончился победой «королевского клуба» со счётом 7:3. В том матче Штайн оформил дубль, забив голы на 72-й и 75-й минуте матча. Всего за «Айнтрахт» Штайн сыграл 200 матчей во всех турнирах и забил 138 голов.
В 1966 году Штайн стал игроком клуба «Дармштадт 98», в котором играл в течение трёх сезонов. Его последним клубом в карьере стал «Грисхайм 02», в который он вернулся в 1969 году и отыграл один сезон.

### Смерть
Скончался 26 июля 2024 года в возрасте 89 лет.